# Campeonato Europeo de Boxeo Aficionado de 2011
El XXXIX Campeonato Europeo de Boxeo Aficionado se celebró en Ankara (Turquía) entre el 17 y el 24 de junio de 2011 bajo la organización de la Confederación Europea de Boxeo (EUBC) y la Federación Turca de Boxeo Aficionado.
Las competiciones se realizaron en el Pabellón Deportivo Atatürk de la capital turca.

## Medallistas
| Evento               | Oro                        | Plata                            | Bronce                                                          |
| -------------------- | -------------------------- | -------------------------------- | --------------------------------------------------------------- |
| Minimosca (49 kg)    | Salman Əlizadə Azerbaiyán  | Belik Galanov · Rusia            | Charlie Edwards Inglaterra Gueorgui Andonov Bulgaria            |
| Mosca (52 kg)        | Andrew Selby Gales         | Gueorgui Balakshin · Rusia       | Alexandru Rîşcan · Moldavia Vincenzo Picardi · Italia           |
| Gallo (56 kg)        | Veaceslav Gojan Moldavia   | Dmitri Polianski · Rusia         | Răzvan Andreiana · Rumania Furkan Ulaş Memiş · Turquía          |
| Ligero (60 kg)       | Fatih Keleş Turquía        | Domenico Valentino · Italia      | Volodymyr Matvichuk · Ucrania Vladimir Sarujanian · Armenia     |
| Superligero (64 kg)  | Raymond Moylette Irlanda   | Thomas Stalker Inglaterra        | Heybətulla Hacəliyev · Azerbaiyán Vincenzo Mangiacapre · Italia |
| Wélter (69 kg)       | Fred Evans Gales           | Mahamed Nurudzinau · Bielorrusia | Adriani Vastine Francia Zaal Kvachatadze Georgia                |
| Medio (75 kg)        | Maxim Koptiakov · Rusia    | Adem Kılıççı Turquía             | Dmytro Mytrofanov · Ucrania Dzhaba Jositashvili · Georgia       |
| Semipesado (81 kg)   | Joseph Ward Irlanda        | Nikita Ivanov · Rusia            | Imre Szellő · Hungría Hrvoje Sep · Croacia                      |
| Pesado (91 kg)       | Teymur Məmmədov Azerbaiyán | Tervel Pulev Bulgaria            | Johann Witt · Alemania Bahram Muzaffer · Turquía                |
| Superpesado (+91 kg) | Magomed Omarov · Rusia     | Roberto Cammarelle · Italia      | Mijeil Bajtidze · Georgia Mihai Nistor · Rumania                |

## Medallero
| Núm. | País        | Oro | Plata | Bronce | Total |
| ---- | ----------- | --- | ----- | ------ | ----- |
| 1    | Rusia       | 2   | 4     | 0      | 6     |
| 2    | Azerbaiyán  | 2   | 0     | 1      | 3     |
| 3    | Gales       | 2   | 0     | 0      | 2     |
| 3    | Irlanda     | 2   | 0     | 0      | 2     |
| 5    | Turquía     | 1   | 1     | 2      | 4     |
| 6    | Moldavia    | 1   | 0     | 1      | 2     |
| 7    | Italia      | 0   | 2     | 2      | 4     |
| 8    | Bulgaria    | 0   | 1     | 1      | 2     |
| 8    | Inglaterra  | 0   | 1     | 1      | 2     |
| 10   | Bielorrusia | 0   | 1     | 0      | 1     |
| 11   | Georgia     | 0   | 0     | 3      | 3     |
| 12   | Rumania     | 0   | 0     | 2      | 2     |
| 12   | Ucrania     | 0   | 0     | 2      | 2     |
| 14   | Alemania    | 0   | 0     | 1      | 1     |
| 14   | Armenia     | 0   | 0     | 1      | 1     |
| 14   | Croacia     | 0   | 0     | 1      | 1     |
| 14   | Francia     | 0   | 0     | 1      | 1     |
| 14   | Hungría     | 0   | 0     | 1      | 1     |
|      | TOTAL       | 10  | 10    | 20     | 40    |